# System Average Interruption Frequency Index
Der System Average Interruption Frequency Index (SAIFI) ist die mittlere Unterbrechungshäufigkeit in einem Versorgungsnetz.
Aus dem SAIFI geht hervor, wie häufig ein Verbraucher durchschnittlich pro Jahr von einer Unterbrechung betroffen ist. Der SAIFI berechnet sich aus dem Verhältnis der gesamten Anzahl an Unterbrechungen zur Summe der Verbraucher. Die Messungen gehen über einen bestimmten Zeitraum, in der Regel von einem Jahr. Der SAIFI-Wert wird in der Einheit 1/a angegeben.